# Gayne Whitman
Gayne Whitman, nato Alfred Vosburgh (Chicago, 19 marzo 1890 – Los Angeles, 31 agosto 1958), è stato un attore e sceneggiatore statunitense che lavorò sia per il cinema che per la radio e la televisione, usando anche il nome Alfred D. Vosburgh, Al Whitman, Alfred Whitman, Albert Whitman, Fred Whitman.

## Biografia
Cambiò il suo nome da Alfred Vosburgh in Alfred Whitman nel 1917. Nel 1925, prese il nome di Gayne Whitman.
Era sposato con Estelle Allen. L'attore morì a Los Angeles il 31 agosto 1958 all'età di 68 anni per un attacco cardiaco.

## Filmografia

### 1913
- Heart Throbs, regia di Burton L. King – cortometraggio (1913)
- A Wartime Mother's Sacrifice, regia di Burton L. King – cortometraggio (1913)
- The Ironmaster, regia di Reginald Barker – cortometraggio (1913)
- The Greenhorn, regia di Charles Giblyn – cortometraggio (1913)
- The Bully, regia di Charles Giblyn – cortometraggio (1913)
- The War Correspondent, regia di Jay Hunt (1913)
- The Sign of the Snake, regia di Charles Giblyn – cortometraggio (1913)
- The Pitfall, regia di Reginald Barker – cortometraggio (1913)

### 1914
- The Informer, regia di Raymond B. West – cortometraggio (1914)
- Ginger's Reign, regia di Burton L. King – cortometraggio (1914)
- Lost in Mid-Ocean, regia di Ulysses Davis – cortometraggio (1914)
- Millions for Defence, regia di Ulysses Davis – cortometraggio (1914)
- Tony, the Greaser, regia di Rollin S. Sturgeon – cortometraggio (1914)
- Mareea the Half-Breed, regia di Ulysses Davis – cortometraggio (1914)
- The Sea Gull, regia di Rollin S. Sturgeon – cortometraggio (1914)
- Johanna, the Barbarian, regia di Ulysses Davis – cortometraggio (1914)
- Out in Happy Hollow, regia di Ulysses Davis – cortometraggio (1914)
- The Estrangement, regia di Oscar Eagle – cortometraggio (1914)
- Hunger Knows No Law, regia di Ulysses Davis – cortometraggio (1914)
- The Mystery of the Hidden House, regia di Ulysses Davis – cortometraggio (1914)
- The Last Will, regia di Ulysses Davis – cortometraggio (1914)
- Only a Sister, regia di Ulysses Davis – cortometraggio (1914)
- His Wife and His Work, regia di Ulysses Davis – cortometraggio (1914)
- Prosecution, regia di Ulysses Davis – cortometraggio (1914)
- The Lure of the Ladies, regia di Oscar Eagle – cortometraggio (1914)
- His Kid Sister, regia di Ulysses Davis – cortometraggio (1914)
- The Horse Thief, regia di Ulysses Davis – cortometraggio (1914)
- Brandon's Last Ride, regia di Ulysses Davis – cortometraggio (1914)
- When the Gods Forgive, regia di Ulysses Davis – cortometraggio (1914)
- Anne of the Mines, regia di Ulysses Davis – cortometraggio (1914)
- Kidding the Boss, regia di Ulysses Davis – cortometraggio (1914)
- The Choice, regia di Ulysses Davis – cortometraggio (1914)
- Ann, the Blacksmith, regia di Ulysses Davis – cortometraggio (1914)
- Sisters, regia di Ulysses Davis – cortometraggio (1914)
- The Level, regia di Ulysses Davis – cortometraggio (1914)
- Everything Against Him, regia di Ulysses Davis – cortometraggio (1914)

### 1915
- The Legend of the Lone Tree, regia di Ulysses Davis – cortometraggio (1915)
- The Game of Life, regia di Ulysses Davis – cortometraggio (1915)
- The Black Wallet, regia di Ulysses Davis – cortometraggio (1915)
- The Taming of Rita, regia di Ulysses Davis – cortometraggio (1915)
- The Valley of Humiliation, regia di Ulysses Davis – cortometraggio (1915)
- To the Death, regia di Ulysses Davis – cortometraggio (1915)
- Hunting a Husband, regia di Ulysses Davis – cortometraggio (1915)
- A Natural Man, regia di Ulysses Davis – cortometraggio (1915)
- All on Account of Towser, regia di Ulysses Davis – cortometraggio (1915)
- The Red Stephano, regia di Ulysses Davis – cortometraggio (1915)
- The Repentance of Dr. Blinn, regia di David Smith – cortometraggio (1915)
- The Quest of the Widow, regia di Ulysses Davis – cortometraggio (1915)
- A City Rube, regia di Ulysses Davis – cortometraggio (1915)
- A Scandal in Hickville, regia di Ulysses Davis – cortometraggio (1915)
- The Siren, regia di Ulysses Davis – cortometraggio (1915)
- Through Troubled Waters, regia di Ulysses Davis – cortometraggio (1915)
- The Ebony Casket – cortometraggio (1915)
- The Substitute Minister, regia di Reaves Eason – cortometraggio (1915)
- Ghosts and Flypaper, regia di Ulysses Davis – cortometraggio (1915)
- The Bluffers, regia di B. Reeves Eason – cortometraggio (1915)
- The Silver Lining, regia di B. Reeves Eason – cortometraggio (1915)
- Her Last Flirtation, regia di Ulysses Davis – cortometraggio (1915)
- A Broken Cloud – cortometraggio (1915)
- The Solution to the Mystery, regia di B. Reeves Eason – cortometraggio (1915)

### 1916
- Matching Dreams
- Time and Tide, regia di B. Reeves Eason (1916)
- A Sanitarium Scramble
- A Cripple Creek Cinderella, regia di Ulysses Davis – cortometraggio (1916)
- Life's Harmony
- The Silken Spider
- The Code of Honor, regia di Frank Borzage – cortometraggio (1916)
- Ways of the World
- The Wayfarers
- Realization
- The Counterfeit Earl
- The Touch on the Key
- Four Months
- Jealousy's First Wife
- The Gentle Conspiracy
- Tangled Skeins
- Killed by Whom?
- The Quicksands of Deceit
- Pastures Green
- The Little Troubadour
- The Holly House
- Enchantment, regia di Carl M. Leviness – cortometraggio (1916)
- The Atonement, regia di Edward Sloman – cortometraggio (1916)
- Her Father's Son
- Professor Jeremy's Experiment
- The Road to Love, regia di Scott Sidney (1916)

### 1917
- Princess of the Dark, regia di Charles Miller (1917)
- Environment, regia di James Kirkwood (1917)
- Money Madness, regia di Henry McRae (1917)
- Edged Tools
- Jack l'indomabile (The Shackles of Truth), regia di Edward Sloman (1917)
- The Divorcee, regia di William Wolbert (1917)
- Sunlight's Last Raid, regia di William Wolbert (1917)
- The Flaming Omen, regia di William Wolbert (1917)
- When Men Are Tempted, regia di William Wolbert (1917)

### 1918
- The Wild Strain
- Cavanaugh of the Forest Rangers, regia di William Wolbert (1918)
- The Home Trail
- The Girl from Beyond
- Baree, Son of Kazan, regia di David Smith (1918)
- A Gentleman's Agreement, regia di David Smith (1918)
- Desert Law
- Tongues of Flame, regia di Colin Campbell (1918)
- The Sea Flower

### 1919
- A Trick of Fate, regia di Howard C. Hickman (1919)
- The End of the Game, regia di Jesse D. Hampton (1919)
- The Best Man, regia di Thomas N. Heffron (1919)

### 1925
- The Love Hour, regia di Herman C. Raymaker (1925)
- The Wife Who Wasn't Wanted
- Mille disgrazie e una fortuna (His Majesty, Bunker Bean) (1925)
- Three Weeks in Paris
- The Pleasure Buyers, regia di Chet Withey (1925)

### 1926
- Scuola dei mariti (His Jazz Bride), regia di Herman C. Raymaker (1926)
- The Love Toy
- Rin Tin Tin e il condor (The Night Cry), regia di Herman C. Raymaker (1926)
- Oh What a Nurse!
- Hell-Bent for Heaven
- A Woman's Heart, regia di Phil Rosen (1926)
- Sunshine of Paradise Alley, regia di Jack Nelson (1926)
- Exclusive Rights
- A Woman of the Sea

### 1927
- Stolen Pleasures
- Wolves of the Air
- Backstage, regia di Phil Goldstone (1927)
- Too Many Crooks
- In the First Degree
- The Woman on Trial

### 1928
- Sailors' Wives
- The Adventurer, regia di Viktor Tourjansky e, non accreditato, W. S. Van Dyke (1928)
- Lucky Boy

### 1930
- Reno, regia di George J. Crone (1930)

### 1931
- Finger Prints, regia di Ray Taylor (1931)
- Yankee Don, regia di Noel M. Smith (1931)
- Heroes of the Flames, regia di Robert F. Hill - serial (1931)

### 1932
- Peccatori (Sinners in the Sun), regia di Alexander Hall (1932)

### 1934
- Born to Die – cortometraggio (1934)
- Il trionfo della vita (Stand Up and Cheer!), regia di Hamilton MacFadden (1934)
- Art Trouble, regia di Ralph Staub – cortometraggio (1934)
- Inyaah (Jungle Goddess), regia di J.C. Cook (1934)
- Strange As It Seems #1
- Strange As It Seems #2
- The Band Plays On, regia di Russell Mack (1934)
- Abissinia, regia di L. Wenschler – documentario (1934)

### 1940
- Questa donna è mia
- In Old Missouri
- Luna nuova
- Adventures of Red Ryder
- Il ponte dell'amore
- Ritorna se mi ami (Flight Command), regia di Frank Borzage (1940)
- Misbehaving Husbands

### 1941
- Play Girl
- Lady Eva
- Le fanciulle delle follie
- La colpa di Rita Adams (Paper Bullets), regia di Phil Rosen (1941)
- Parachute Battalion
- Quando le signore si incontrano
- Speaking of Animals in a Pet Shop
- Married Bachelor
- The Rookie Bear

### 1952
- Torce rosse (Indian Uprising), regia di Ray Nazarro (1952)
- The Story of Will Rogers, regia di Michael Curtiz (1952)
- Marijuana (Big Jim McLain), regia di Edward Ludwig (1952)
- Strano fascino (Strange Fascination), regia di Hugo Haas (1952)
- Il cantante di jazz (The Jazz Singer), regia di Michael Curtiz

### 1953
- Confessione di una ragazza (One Girl's Confession), regia di Hugo Haas (1953)